# Raymond Courrière
Pour les articles homonymes, voir Courrière (homonymie).
Raymond Courrière, né le 23 août 1932 à Cuxac-Cabardès dans l'Aude et mort le 11 août 2006 dans cette même ville, est un homme politique français, membre du Parti socialiste.

## Biographie
Ancien notaire, il est élu sénateur de l'Aude le 8 décembre 1974, réélu le 28 septembre 1980 jusqu'au 22 juillet 1981. Il retrouve son siège le 28 septembre 1986, puis est réélu le 24 septembre 1989 et le 27 septembre 1998.
De 1981 à 1986, il est secrétaire d’État chargé des rapatriés dans les premier, deuxième, troisième gouvernements de Pierre Mauroy et dans le gouvernement de Laurent Fabius,,.
Raymond Courrière est décédé dans la matinée du 11 août 2006 d'un arrêt cardiaque, alors qu'il faisait une promenade dans son village de Cuxac-Cabardès, le jour de la fête locale. Il repose dans le cimetière communal,,,.
En référence à son père Antoine Courrière, également sénateur et maire de Cuxac, surnommé « le Sanglier du Cabardès », Raymond Courrière était surnommé « le Marcassin ».

## Détail des fonctions et des mandats

### Mandats nationaux
- Suppléant du député Antoine Gayraud de 1973 à 1974.
- Sénateur de l'Aude de 1974 à 1981 et de 1989 à 2006 (remplacé par Marcel Rainaud)[8].
- Secrétaire d’État aux rapatriés de 1981 à 1986.

### Mandats communaux
- Maire de Cuxac-Cabardès de 1974 à 2006.

### Mandats départementaux
- Président du conseil général de l'Aude de 1987 à 1998.
- Conseiller général du canton d'Alzonne de 1967 à 1998.

### Mandats régionaux
- Conseiller régional du Languedoc-Roussillon, président de la commission des affaires économiques de 1974 à 1981. Réélu le 18 mars 1986, démissionnaire le 1er octobre 1986.

### Décoration
- Chevalier de la Légion d'honneur

### Nommés d'après lui
Une avenue à Pennautier, un groupe scolaire à Cuxax-Cabardès, une école à Sallèles-d'Aude, un lotissement à Argeliers et une allée à Carcassonne, celle du conseil départemental, portent son nom.

## Notes et références

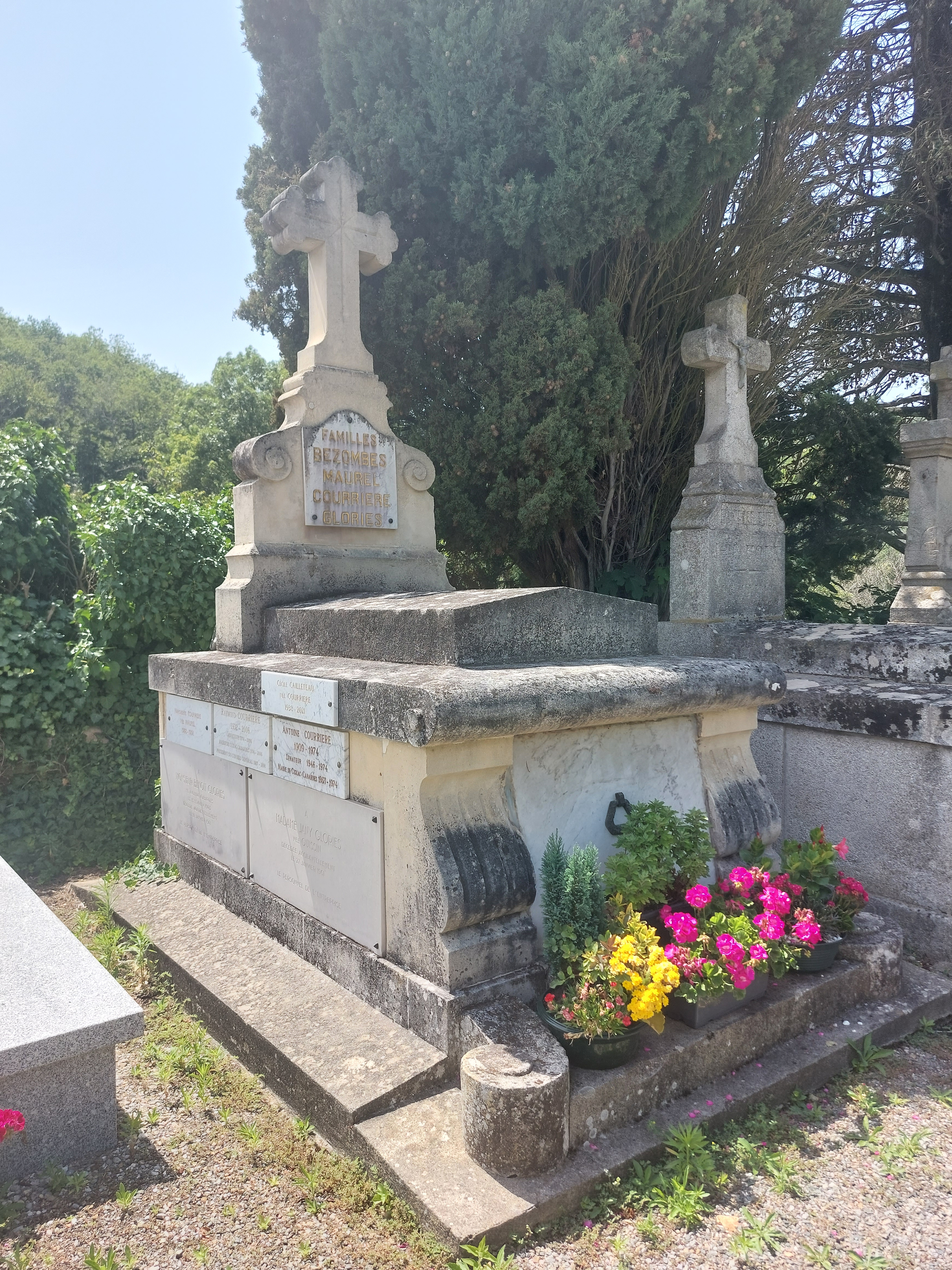
La tombe de Raymond et Antoine Courrière au cimetière de Cuxac-Cabardès.